# Algemesí
Algemesí è un comune spagnolo di 28.308 abitanti situato nella comunità autonoma Valenzana.

## Storia
Algemesí fu fondata durante la dominazione islamica come fattoria, il suo toponimo ha come significato "luogo soleggiato" (lloc asolellat in valenciano) per la mancanza di rilievi montuosi che la privino della luce solare. A partire dalla conquista da parte del re Giacomo I la zona fu popolata dai cristiani e viene citata per la prima volta nel "Libro del Reparto" nel 1243. Sino al 1473 fu parte del municipio di Alzira, quando ottenne l'indipendenza sulla giurisdizione criminale. Nel 1574 Filippo II le concesse la totale autonomia da Alzira dietro il pagamento di ottomila ducati. Nel 1608 le venne concesso il titolo di Villa Real.
Il comune è gemellato con il comune italiano di Chiari

## Cultura

### Eventi

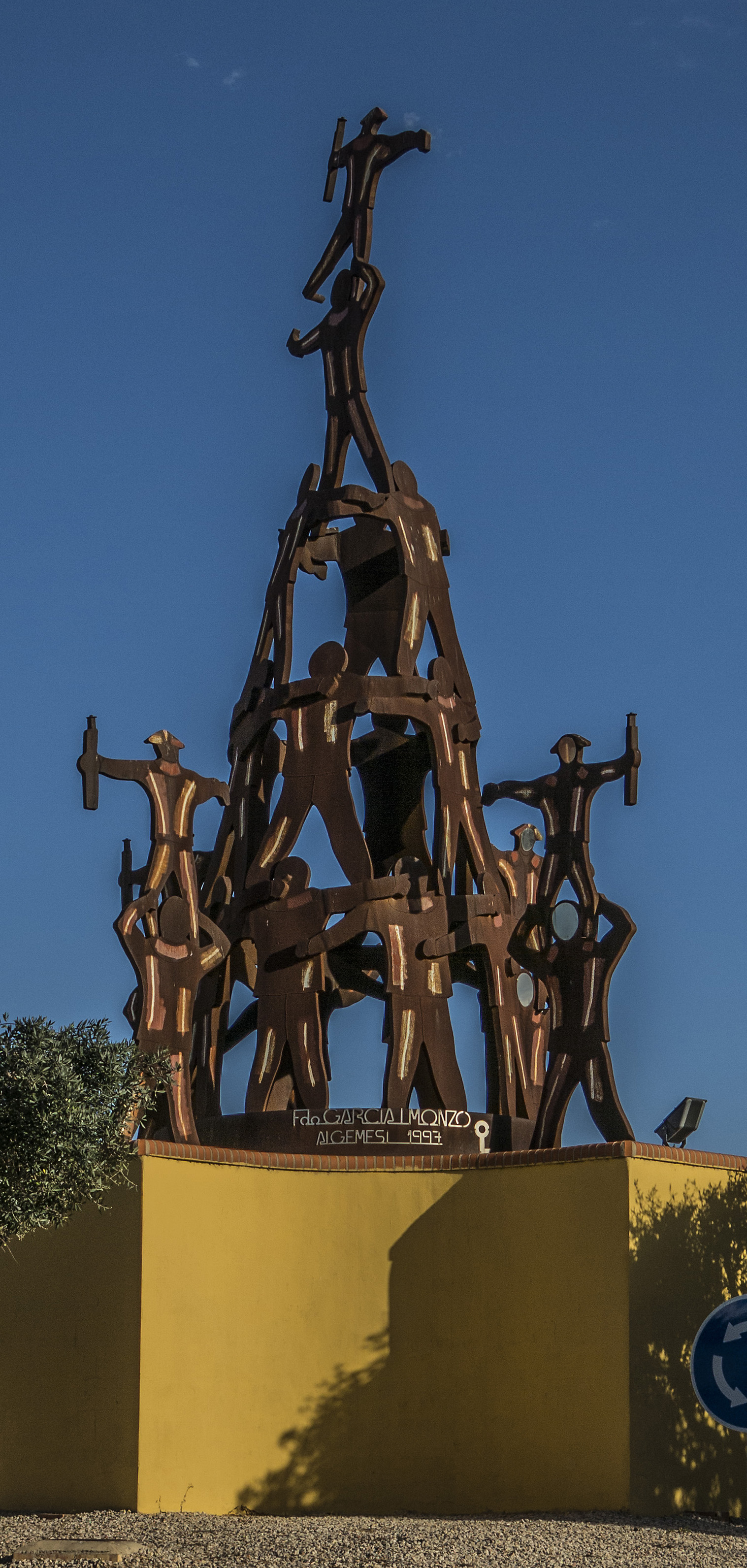
Monumento Muixeranga

È famosa nella Comunità Valenzana per la "Festa de la Mare de Deu de la Salut" che si celebra l'8 di settembre da oltre 750 anni, in occasione della quale la cittadina è animata da una processione folclostica caratterizzata da balli (ad esempio il bastonets) e dalla "muixeranga" (innalzamento di torri umane, pratica tipica del posto e che successivamente è stata adottata in altre zone della Spagna. Nel 2005 è stata trasmessa in diretta sulla rete nazionale spagnola di MTV) accompagnati da musiche tradizionali eseguite con strumenti tipici di origine arabesca.
Nell'ultima settimana di settembre Algemesì ospita "la semana des bous", settimana nella quale si svolgono giornalmente corride di tori novillos (si attribuisce a quei tori che hanno meno di 4 anni, età nella quale possono cominciare a toreare nelle corride nazionali) nell'arena costruita nella Plaza Mayor della città; questa manifestazione è una delle due settimane taurine di tori novillos più importanti della Spagna.

## Società

### Evoluzione demografica
| 1990   | 1992   | 1994   | 1996   | 1998   | 2000   | 2002   | 2004   | 2006   | 2007   |
| ------ | ------ | ------ | ------ | ------ | ------ | ------ | ------ | ------ | ------ |
| 25.240 | 25.525 | 25.838 | 25.029 | 24.894 | 25.028 | 25.259 | 26.192 | 27.326 | 27.272 |